# Benoît Audran el Viejo

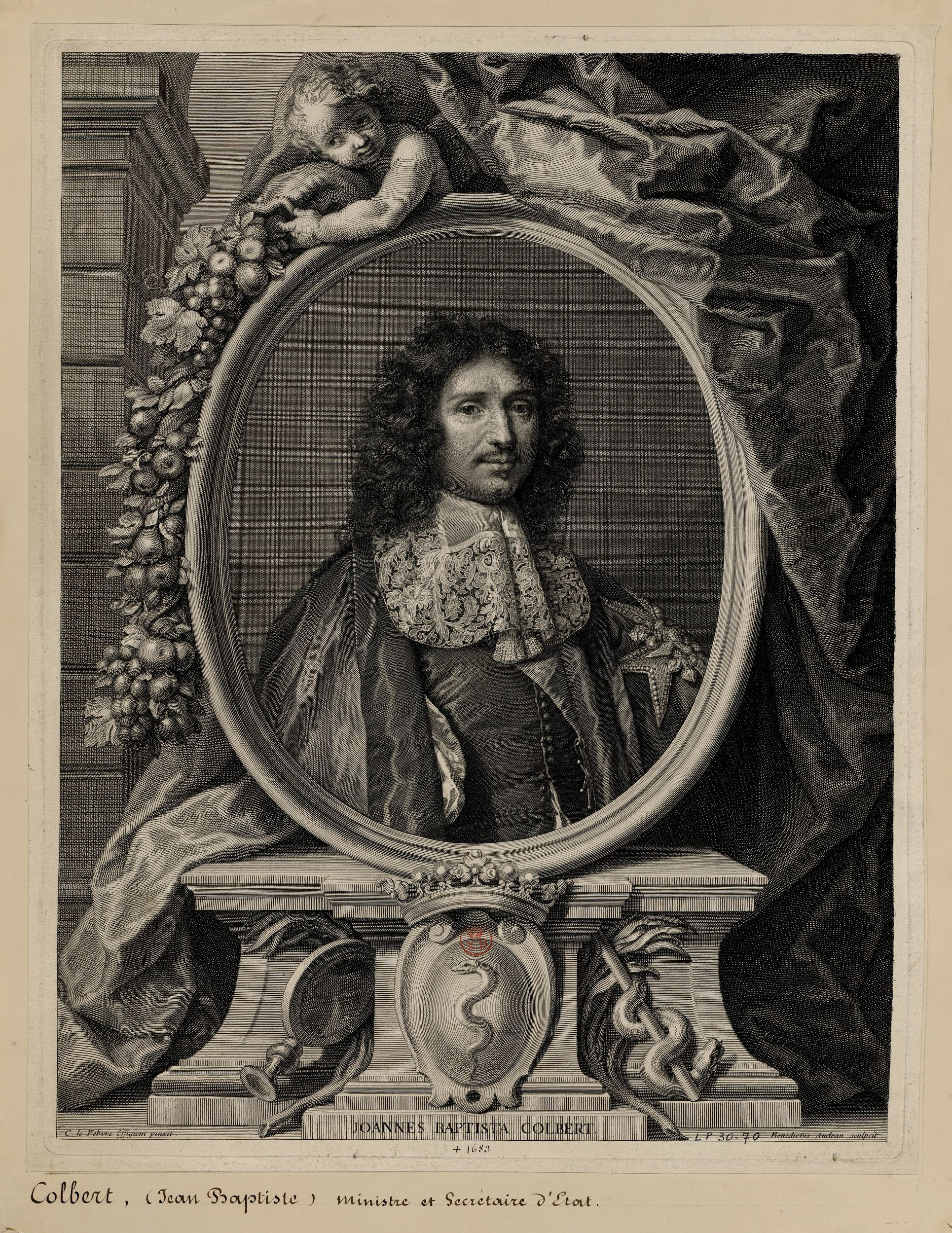
Retrato de Jean-Baptiste Colbert (1683), sobre un original de Claude Lefèbvre, palacio de Versalles

Benoît Audran el Viejo o Benoît Audran I (Lyon, 22 de noviembre de 1661–Ouzouer-sur-Loire, 2 de octubre de 1721) fue un grabador francés. 

## Biografía
Fue miembro de una familia de artistas: su padre Germain, su abuelo Claude y su tío abuelo Charles fueron grabadores; su tío Claude II, pintor; su tío Gérard, grabador; entre sus hermanos, Claude III y Gabriel fueron pintores, mientras que Jean, Louis y Antoine, grabadores; su sobrino, Benoît II, también grabador.
Se formó en el taller de su tío Gérard, junto con su hermano Jean, con quien colaboró a menudo, siguiendo el estilo de su tío. Como este, elaboraron grabados de reproducción de obras de artistas famosos, como Charles Le Brun, Nicolas Poussin, Antoine Coypel, Hyacinthe Rigaud y otros. Colaboraron en los grabados de la Galería de Luxemburgo (1710), según dibujos de Jean-Marc Nattier.
Fue miembro de la Real Academia de Pintura y Escultura.